# Jāzeps Grosvalds
Jāzeps Grosvalds (dit Jo), né le 24 avril 1891 à Riga et mort le 1er février 1920 à Courbevoie, est un peintre letton, l'un des pionniers de l'art moderne dans son pays,. Il est le frère cadet du critique d'art et homme politique Oļģerts Grosvalds,. Sa série de Tirailleurs (1916-1917) fait partie du Canon culturel letton.

## Biographie
Jāzeps Grosvalds naît dans la famille de l'avocat Fridrihs Grosvalds (1850-1924) et de sa femme Marija Grosvalde (née Pakalniete, 1857-1936). Son père descend des paysans-meuniers Lielmeži, mais acquiert un haut statut social, en plus de son poste à la cour de justice il préside l'Union lettonne de Riga (Rīgas Latviešu biedrība). Sa mère parle couramment allemand et connaît bien le français et l'anglais, elle joue également du piano. Plusieurs artistes comme Anna Brigadere, Rūdolfs Blaumanis, Jāzeps Vītols, Janis Rozentāls, Jūlijs Madernieks fréquentent la maison Grosvalds. La famille compte cinq enfants, les garçons Jāzeps et Oļģerts, et trois filles : Līna (1887-1974), Mērija (Mērija Grīnberga 1881–1973) et Margarita (Margarita Temberga 1895-1982). Déjà à l’adolescence Jāzeps se passionne pour la littérature, la musique, mais surtout pour le dessin et la peinture. Il est souvent conseillé par Janis Rozentāls. Le garçon finit le gymnase avec une médaille d'argent.
En 1909, Jāzeps Grosvalds participe à sa première exposition. La même année, il part apprendre la peinture à Munich, où son frère Oļģerts étudie l'histoire des beaux arts. Un an plus tard, il s'installe à Paris qui sera son lieu de résidence jusqu'à la Première Guerre mondiale,. À Paris, ses maîtres sont Kees van Dongen et Charles Guérin. Il visite également d'autres capitales européennes. Son service militaire, obligatoire à l'époque, se déroule en 1911, dans le régiment d'uhlans à Vilkaviškis en Lituanie.
En 1914, Grosvalds retourne à Riga, à  Teātra bulvāris 2 (aujourd'hui Aspazijas bulvāris). Avec quelques amis, en 1915, il fonde le groupe Zaļā puķe (Fleur verte) quelques années plus tard renommé le groupe d'expressionnistes qui sera à l'origine du Groupe d'artistes lettons fondé en 1920. Parmi ses membres figurent Konrāds Ubāns, Valdemārs Tone, Jēkabs Kazaks, Aleksandrs Drēviņš.
En 1916, Grosvalds s'engage dans le corps des Tirailleurs lettons. Il commande l'unité de cavalerie chargée de mission de reconnaissance militaire au sein du 6e régiment de Tukums. Cette expérience lui inspirera son "cycle de Tirailleurs",. Au mois d'octobre de la même année, il est envoyé à Petrograd comme traducteur et assiste aux événements de la révolution de Février. Il rentre à Riga en juillet et démissionne du corps des tirailleurs, pour repartir aussitôt pour Paris, puis pour Londres. En 1917-1918, il est engagé comme traducteur par le corps militaire britannique pour une expédition en Mésopotamie menée par Lionel Dunsterville. Il sera décoré par la Croix militaire. Les croquis faits lors de ce voyage serviront de base au « cycle oriental » de ses tableaux.
Le 13 mars 1919, Grosvalds fait une chute de cheval. Sa blessure à la jambe gauche, mal soignée, signe la fin de sa carrière militaire. Il trouve le poste de secrétaire à l'ambassade de Lettonie à Paris. Le 15 janvier 1920, il contracte une grippe espagnole qu'il ne prend pas, au départ, au sérieux, mais qui lui sera fatale. Il meurt le 1er février 1920 à 12 h 30. Il est inhumé au cimetière du Père-Lachaise. Dix-sept ans plus tard, sa dépouille sera transférée dans le caveau familial au cimetière de la forêt à Riga.

## Œuvre
Après le décès du peintre, son frère Oļģerts demeurant à Paris conserve chez lui quelque vingt-huit œuvres, principalement les paysages orientaux. La preuve en est une inscription de la main de Oļģerts dans le catalogue de l'exposition posthume de Grosvalds à Riga (1924-1925), qui mentionne ces pièces. Plus tard, dans la maison bruxelloise de la veuve d'Oļģerts, il ne restait que vingt-deux tableaux. Il semblerait que les œuvres manquantes soient restées chez les amis de la famille à Paris.
Une partie des tableaux est restée également à Stockholm, chez la sœur ainée Līna qui avait pour l'habitude de les sortir une fois par an, pour les montrer aux invités le jour de son anniversaire, après un rituel de café. Après la mort de Līna, cet héritage a été transmis à la sœur cadette Margarita Ternberga. Avec le temps, son devenir  paraissait de plus en plus incertain. Finalement avec l'aide d'un vieil ami de Jāzeps Grosvalds le peintre suédois Hilding Linnqvist et de l'historien d'art Alf Kjellin, cinq tableaux sont placés au Musée national de Stockholm (qui en a acquis trois autres par la suite) et 220 œuvres sont récupérés par le musée Värmland de Karlstad.
La collection de ses œuvres du Musée national des arts de Lettonie, réunie en 2005, compte 2 483 pièces dont plusieurs carnets de dessins et esquisses datant de son enfance et remis au musée par les proches de l'artiste.

## Galerie photographique

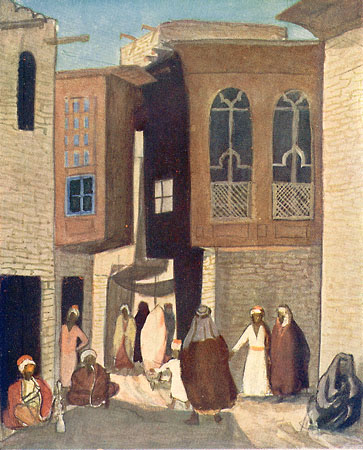
Rue de Bagdad
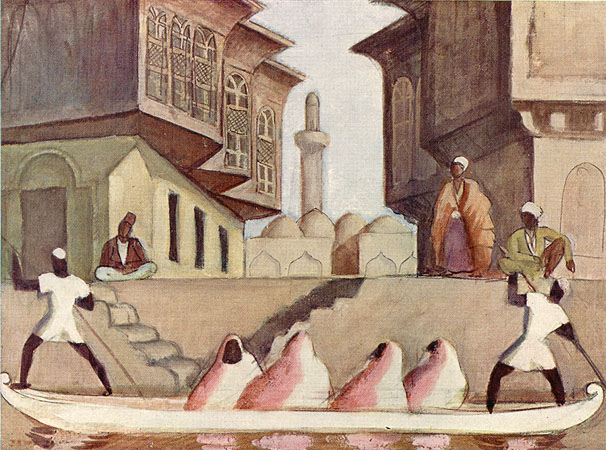
Paysage oriental
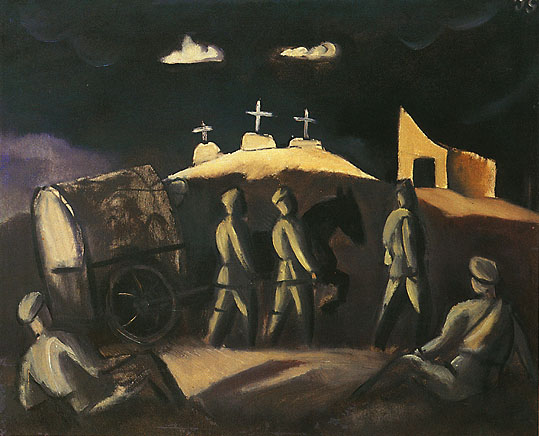
Croix blanches
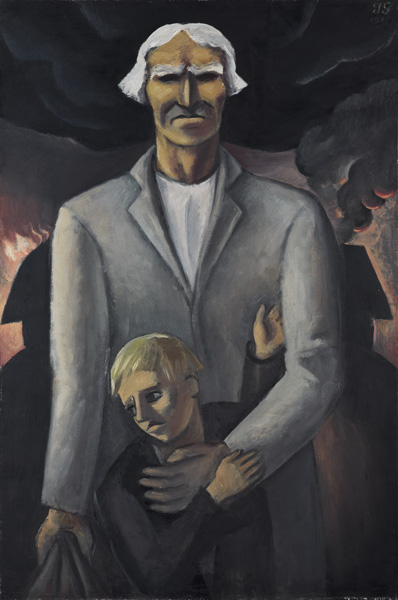
Le Vieux Réfugié
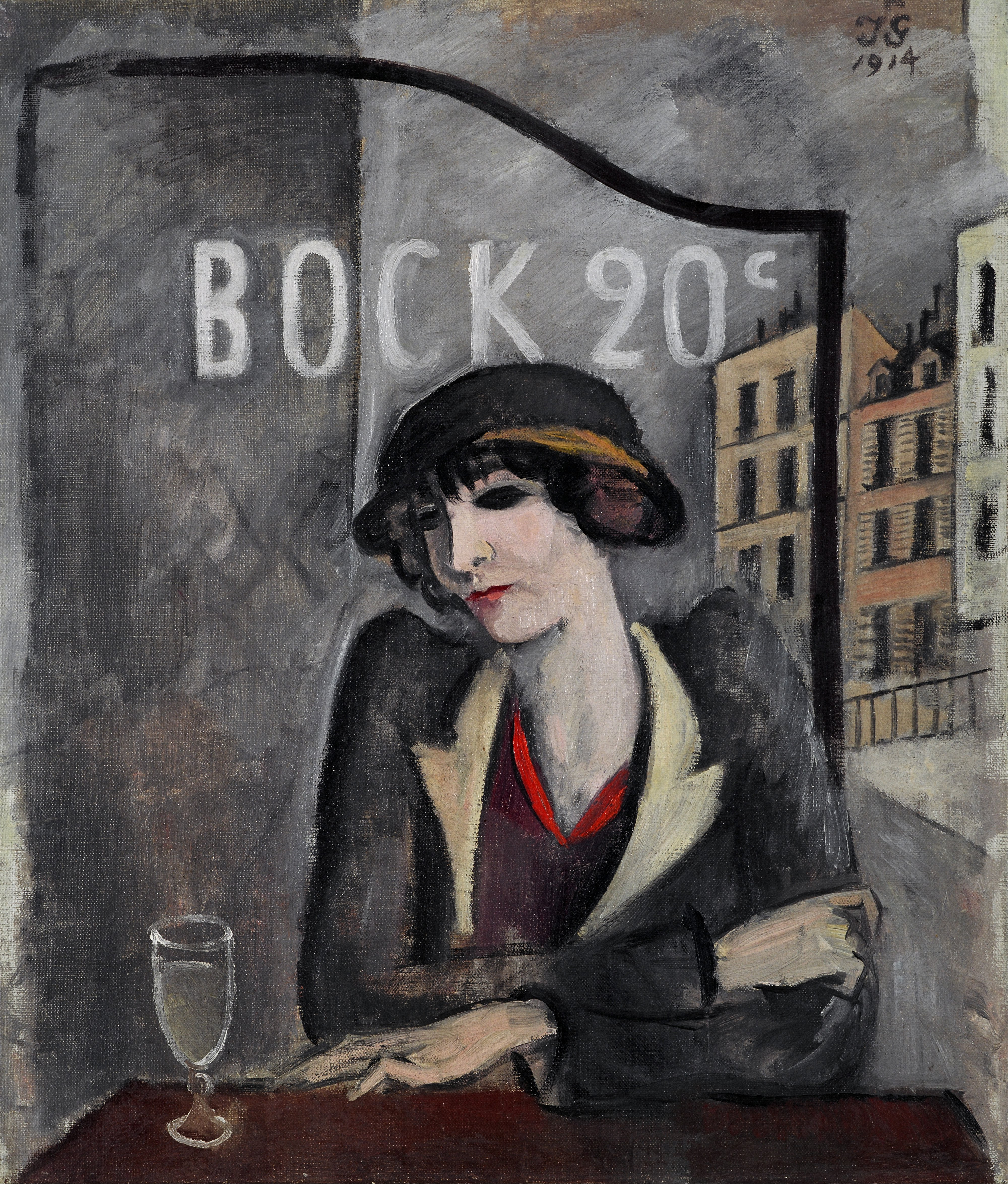
Faubourgs de Paris